# 山梨県道709号本栖湖畔線

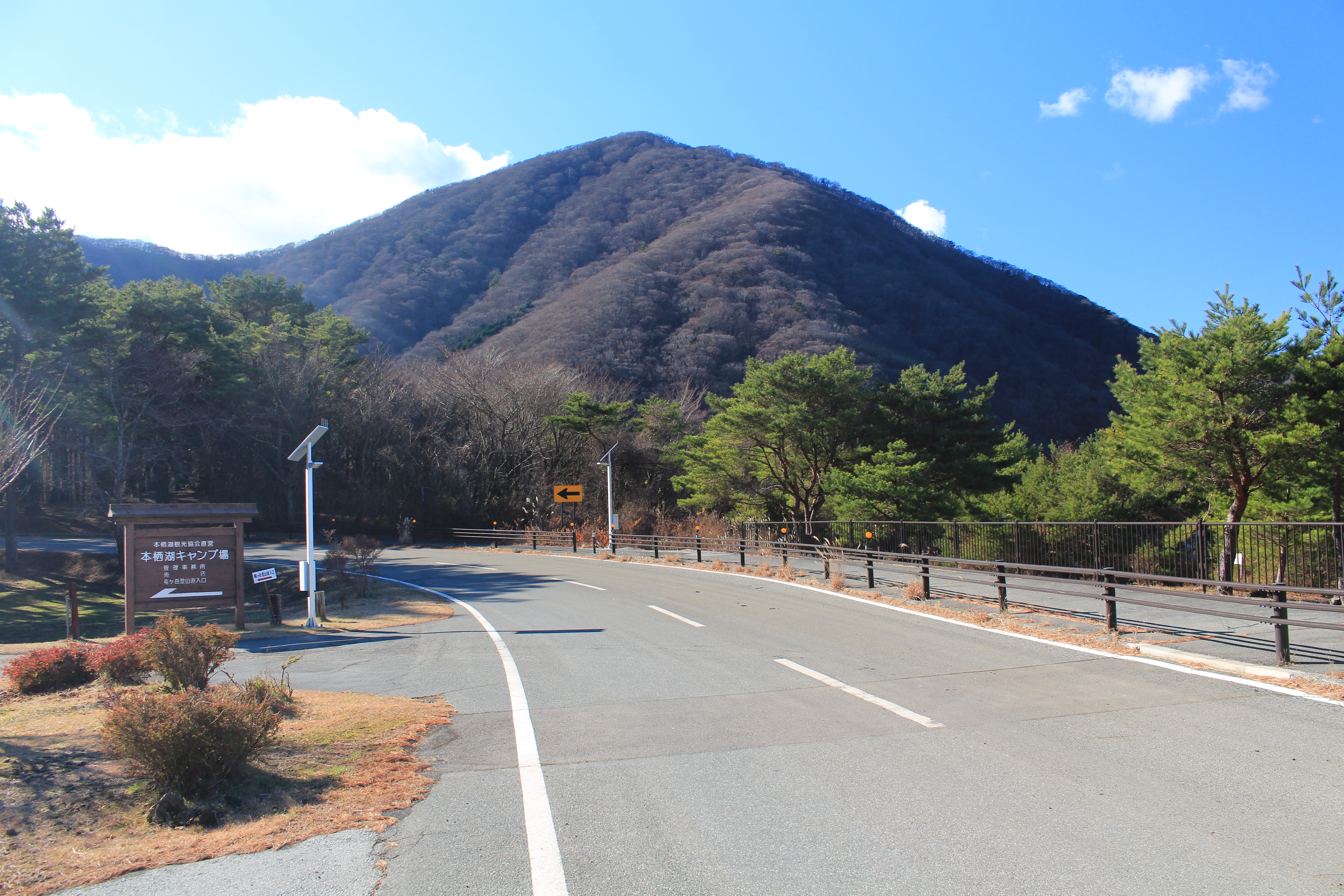
山梨県道709号本栖湖畔線、本栖湖キャンプ場入口（南都留郡富士河口湖町本栖）にて、遠景は天子山地の竜ヶ岳

山梨県道709号本栖湖畔線（やまなしけんどう709ごう もとすこはんせん）は、山梨県南都留郡富士河口湖町本栖下畑から山梨県南巨摩郡身延町中之倉川尻に至る一般県道である。

## 概要
本栖湖の南岸（天子山地の竜ヶ岳の北山麓）と西岸を囲むように走る。道中には県道標識が全く設置されていない。沿道にはキャンプ場があるものの、人家はほぼ皆無である。

### 路線データ

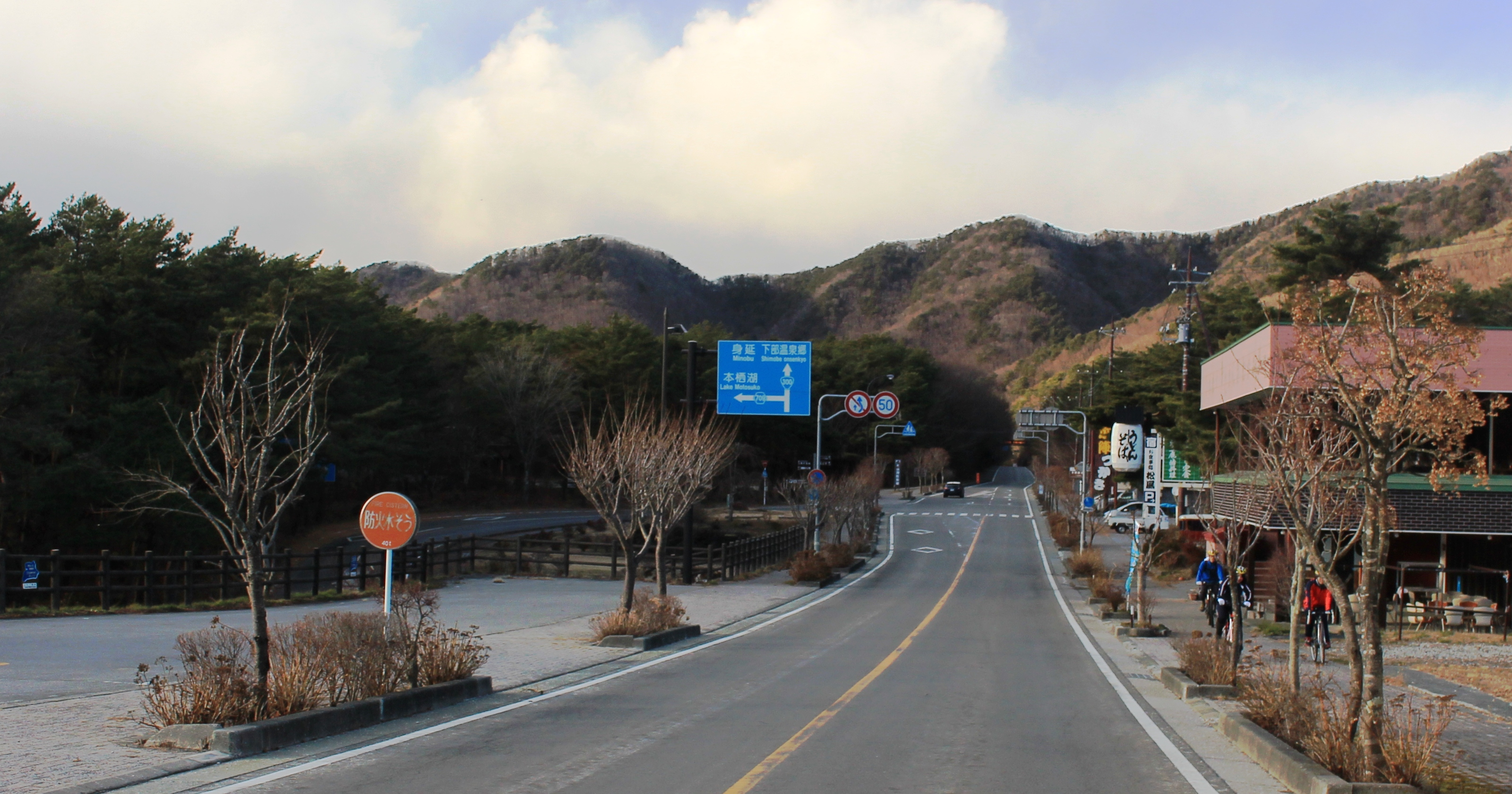
国道300号への接続点となる山梨県道709号本栖湖畔線の起点

- 起点：山梨県南都留郡富士河口湖町本栖下畑（国道300号交点）
- 終点：山梨県南巨摩郡身延町中之倉川尻（[国道300号交点）
- 陸上距離：8,088m

## 通過する自治体
- 山梨県
  - 南都留郡富士河口湖町 - 南巨摩郡身延町

## 交差・接続する道路
- 国道300号（起点・終点）

## 周辺
- 本栖湖
- 浩庵キャンプ場
- 児童厚生施設本栖キャンプ場
- 本栖湖キャンプ場